# والویس بی
والویس بی (به لاتین: Walvis Bay) یک شهر در نامیبیا است که در منطقه ارونگو واقع شده‌است. والویس بی ۱٬۱۲۴ کیلومتر مربع مساحت و ۶۲٬۰۹۶ نفر جمعیت دارد.

## خواهرخوانده
شهرهای کریستیان‌ساند، Drakenstein Local Municipality، لوباتس، بوتسوانا، ان‌دولا، بخش استنونگسوند و ونژو خواهرخوانده‌های والویس بی هستند.

## نگارخانه

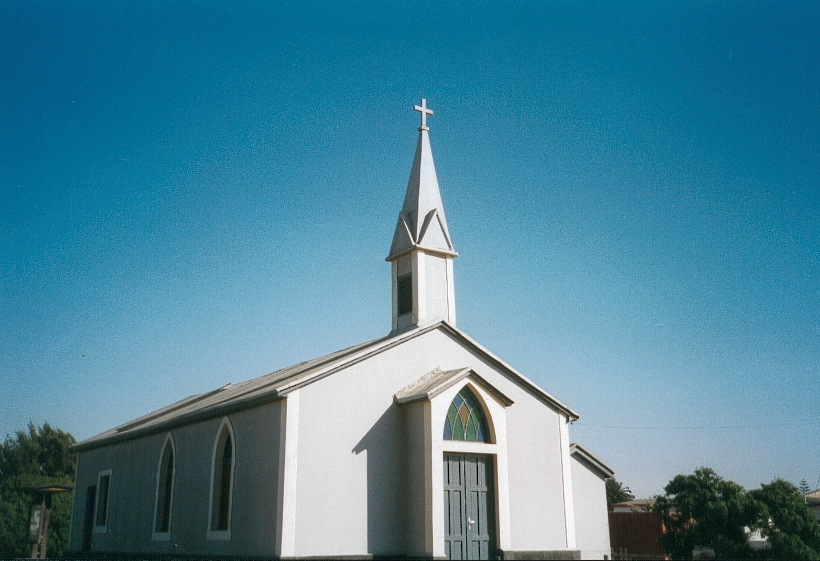
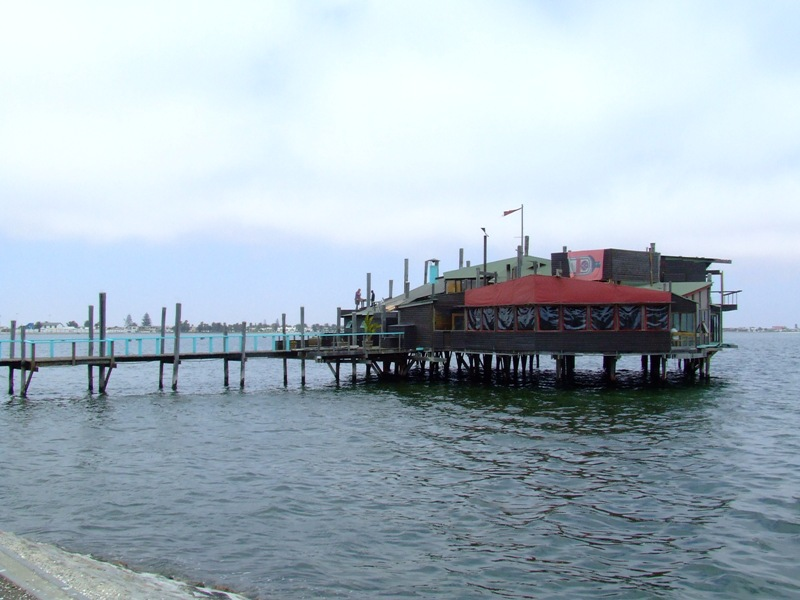
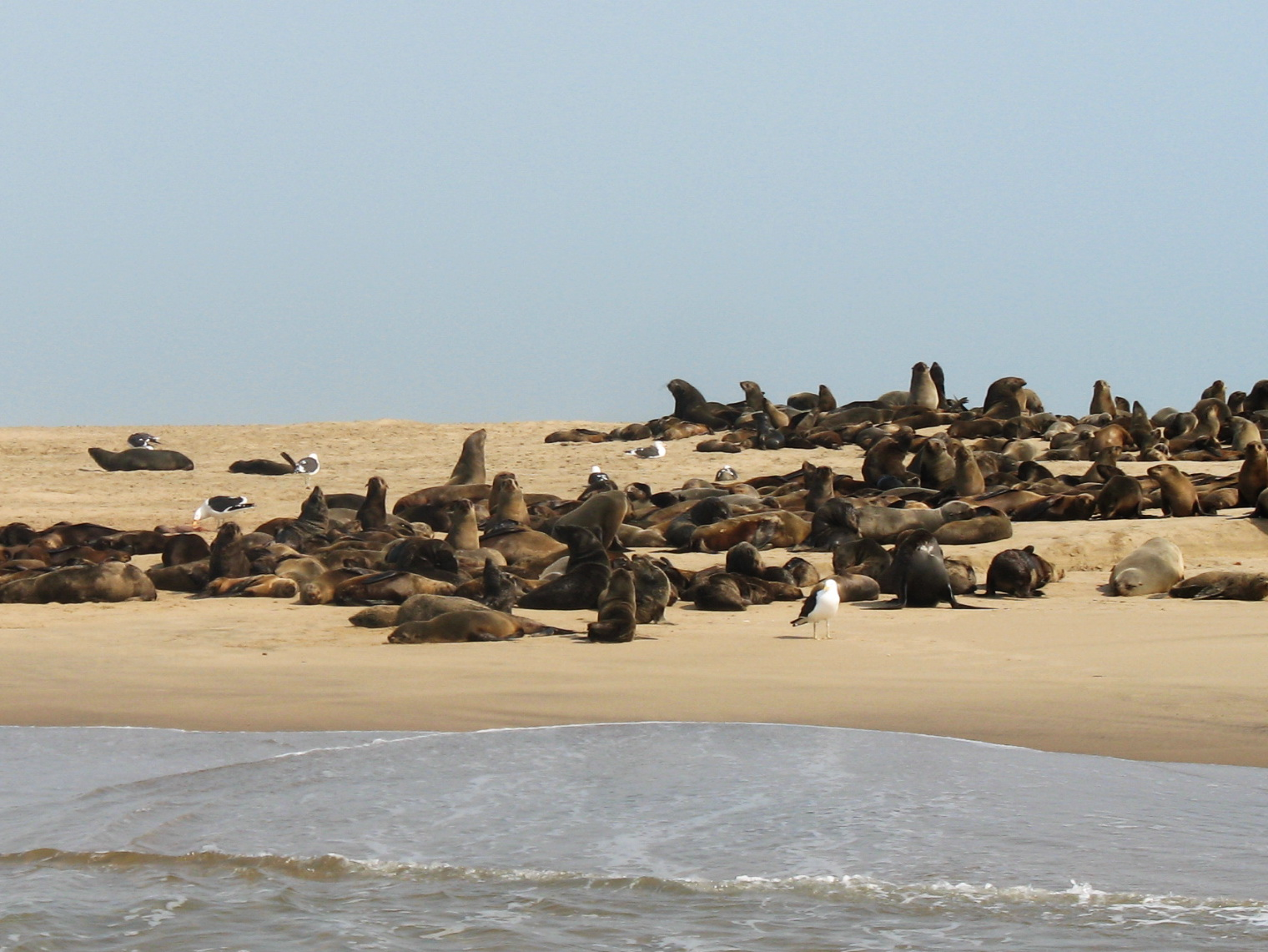
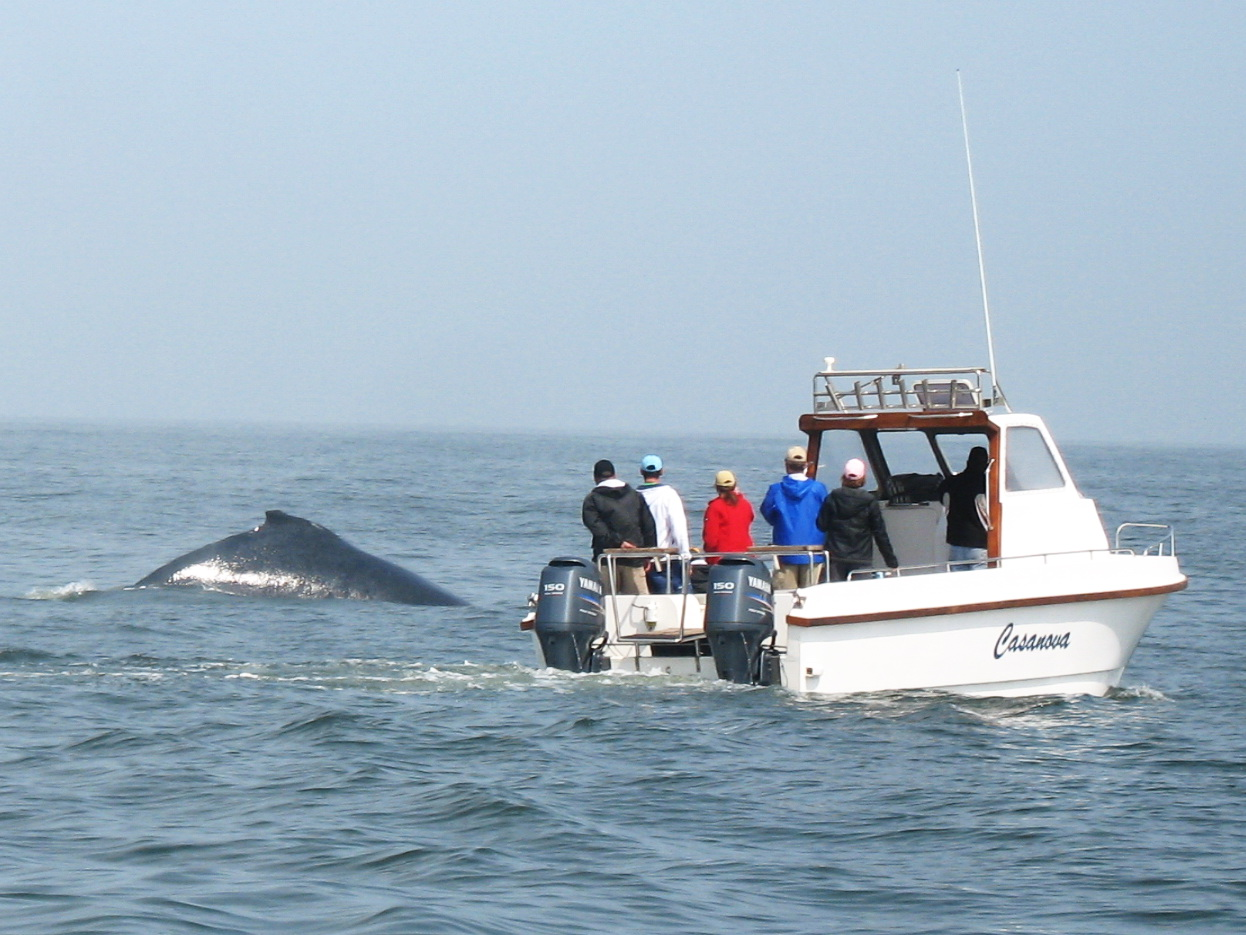